# André Gastier
André François Gastier est un homme politique français né le 15 janvier 1791 à Thoissey (Ain) et mort le 2 mars 1868 à L'Abergement-Clémenciat (Ain).

## Biographie
Docteur en médecine en 1815, il exerce à Saint-Trivier-de-Courtes et à Tarare entre 1816 et 1830. Il se tourne alors vers l'homéopathie, collaborant activement à la bibliothèque homéopathique de Genève et à des diverses revues. Il est député de l'Ain de 1849 à 1851, siégeant au groupe d'extrême gauche de la Montagne.

## Sources
- « André Gastier », dans Adolphe Robert et Gaston Cougny, Dictionnaire des parlementaires français, Edgar Bourloton, 1889-1891 [détail de l’édition]